# Piffliella eduardi
Piffliella eduardi – gatunek roztocza z kohorty mechowców i rodziny Symbioribatidae. Jedyny gatunek monotypowego rodzaju Piffliella.
Rodzaj i gatunek zostały opisane w 1979 roku przez Marie Hammer i nazwane na cześć austriackiego oribatidologa Eduard Piffla.
Mechowiec ten ma żółtawoszare ciało długości ok. 0,31 mm. Prodorsum szerokie, ścięte z tyłu, trójkątne w obrysie. Szczeciny rostralne cienkie i nieco dłuższe niż odległości między nimi. Costulae wąskie i nieco zakrzywione. Bruzda dorsosejugalna zaznaczona tylko delikatną linią. Nieruchome pteromorfy zakrywają sensilus. Szczeciny notogatralne występują w liczbie 10 par, genitalne 4 par, analne 1 pary, adanalne w 3 par, a aggenitalne nie występują.
Gatunek znany tylko z indonezyjskiej wyspy Jawa.